# Raworth
Raworth är en ort i Australien. Den ligger i kommunen Maitland Municipality och delstaten New South Wales, i den sydöstra delen av landet, omkring 130 kilometer norr om delstatshuvudstaden Sydney. Orten hade 2 094 invånare år 2021.
Närmaste större samhälle är Maitland, nära Raworth.